# 동전주우체국
동전주우체국(東全州郵遞局)은 과학기술정보통신부 우정사업본부 전북지방우정청 소속의 우편물 취급기관이다.

## 연혁
- 1997년 4월 1일: 동전주우체국 개국
- 2002년 3월 2일: 전주우아우편취급소를 덕진구 우아동3가 746-26에서 덕진구 우아동3가 744-63으로 이전[1]
- 2010년 7월 1일: 제89군사우편취급국 폐국[2]
- 2014년 7월 4일: 전북대학교우체국 폐국[3]
- 2014년 7월 7일: 전북대학교우편취급국 설치[4]
- 2014년 10월 31일: 관할 전주금암동우체국이 우체국 합리화 대상국으로 지정되어 폐국[5]
- 2016년 12월 26일: 전주장동우체국 신설 개국[6]
- 2019년 10월 1일 : 전주동산동우체국을 전주여의동우체국으로 명칭 변경[7]
- 2019년 12월 2일 : 전주법원 이전으로 전주법원우체국을 전주시 덕진구 사평로 25에서 가인로 33으로 이전[8]
- 2020년 6월 1일 : 전주에코시티우편취급국 설치[9]

## 관할 우체국
| 우체국명               | 사진 | 주소                                                                     | 비고                                           |
| ---------------------- | ---- | ------------------------------------------------------------------------ | ---------------------------------------------- |
| 전북대학교우체국       |      | 전북특별자치도 전주시 덕진구 백제대로 567                                | 2014년 7월 4일 폐국                            |
| 전북대학교우편취급국   |      | 전북특별자치도 전주시 덕진구 백제대로 567 (금암동)                       | 2014년 7월 7일 신설                            |
| 전주금암동우체국       |      | 전북특별자치도 전주시 덕진구 기린대로 364-147 (금암1동 480-20)           | 2014년 10월 31일 폐국                          |
| 전주금암2동우편취급국  |      | 전북특별자치도 전주시 덕진구 조경단로 51 (금암동)                        |                                                |
| 전주덕진동우체국       |      | 전북특별자치도 전주시 덕진구 기린대로 490 (덕진동1가)                    |                                                |
| 전주법원우체국         |      | 전북특별자치도 전주시 덕진구 가인로 33 (만성동)                          | 2019년 12월 2일 이전                           |
| 전주성덕우편취급국     |      | 전북특별자치도 전주시 덕진구 번영로 214 (성덕동)                         |                                                |
| 전주송천동우체국       |      | 전북특별자치도 전주시 덕진구 송천중앙로 162 (송천동1가)                  |                                                |
| 전주에코시티우편취급국 |      | 전북특별자치도 전주시 덕진구 세병로 134, 상가 109호 (송천동2가)          | 2020년 6월 1일 신설                            |
| 전주여의동우체국       |      | 전북특별자치도 전주시 덕진구 사평로 25 (덕진동1가)                       | 2019년 10월 1일 전주동산동우체국에서 명칭 변경 |
| 전주우아우편취급소     |      | 전북특별자치도 전주시 덕진구 우아동3가 744-63                            | 2002년 3월 2일 이전                            |
| 전주인후동우체국       |      | 전북특별자치도 전주시 덕진구 견훤로 312 (인후동1가)                      |                                                |
| 전주인후1동우편취급국  |      | 전북특별자치도 전주시 덕진구 팽나무1길 13 (인후동1가) 궁전아파트 상가6호 |                                                |
| 전주인후3동우체국      |      | 전북특별자치도 전주시 덕진구 아중로 143 (인후동1가)                      |                                                |
| 전주장동우체국         |      | 전북특별자치도 전주시 덕진구 출판로 90 (장동)                            | 2016년 12월 26일 신설                          |
| 전주전은빌딩우편취급국 |      | 전북특별자치도 전주시 덕진구 백제대로 566 (금암동)                       |                                                |
| 전주진북동우체국       |      | 전북특별자치도 전주시 덕진구 권삼득로 142 (진북동)                       |                                                |
| 전주진북2동우체국      |      | 전북특별자치도 전주시 덕진구 벚꽃로 25 (진북동)                          |                                                |
| 전주팔복동우체국       |      | 전북특별자치도 전주시 덕진구 신복5길 4 (팔복동1가)                       |                                                |
| 전주현대우편취급국     |      | 전북특별자치도 전주시 덕진구 추탄로 46 (덕진동2가)                       |                                                |
| 전주호성동우체국       |      | 전북특별자치도 전주시 덕진구 호성3길 10 (호성동1가)                      |                                                |
| 제89군사우편취급국     |      | 전북특별자치도 전주시 덕진구 송천동2가 사서함 89군사우편취급국           | 2010년 7월 1일 폐국                            |